# Diastrophus rubi
Espèce
Synonymes
- Cynips rubi Bouché, 1834

Diastrophus rubi est une espèce d'insectes hymenoptères de la famille des Cynipidés et du genre Diastrophus. Elle est galligène et sa plante hôte est principalement Rubus caesius. Elle est présente sur l'ensemble de l'Europe de l'Ouest.

## Description
Diastrophus rubi est une très petite guêpe cynipidé noire brillante et discrète, d’une longueur maximale de 2,5 mm, avec des pattes brunes et des ailes veinées relativement grandes. Ce Cynipidé produit une galle allongée principalement sur les tiges de la Ronce bleue (Rubus caesius), mais également sur celles de la Ronce commune (Rubus fruticosus) voire du Framboisier (Rubus idaeus). Bien que peu nocive, elle est parfois considérée comme néfaste dans les cultures.
La galle dure et volumineuse, allongée et souvent courbée, est caractérisée par un épaississement local de la branche fusiforme. Sa longueur peut varier de 2 à 15 cm pour 10 à 15 mm d'épaisseur. Sa surface est plus ou moins bosselée et non craquelée. Elle contient de nombreuses loges individuelles. La jeune galle a une couleur verte marbrée de rouge, puis, en vieillissant, devient blanc-gris, criblée de petits trous circulaires par lesquels les imagos ont émergé.

## Phénologie
Ce cynipidé hiverne à l'état de larve et se nymphose au sein de sa galle au printemps. Lorsque l'imago émerge, il est recouvert d'une fine substance blanche provenant de sa cellule. Après l'accouplement à la fin du printemps, la femelle introduit ses œufs dans les jeunes rameaux tendres de l'année. Ensuite, la nouvelle galle apparait au milieu de l'été, et peut contenir jusqu'à 200 larves blanches portant une capsule céphalique, chacune ayant sa propre loge. Diastrophus rubi est univoltine.

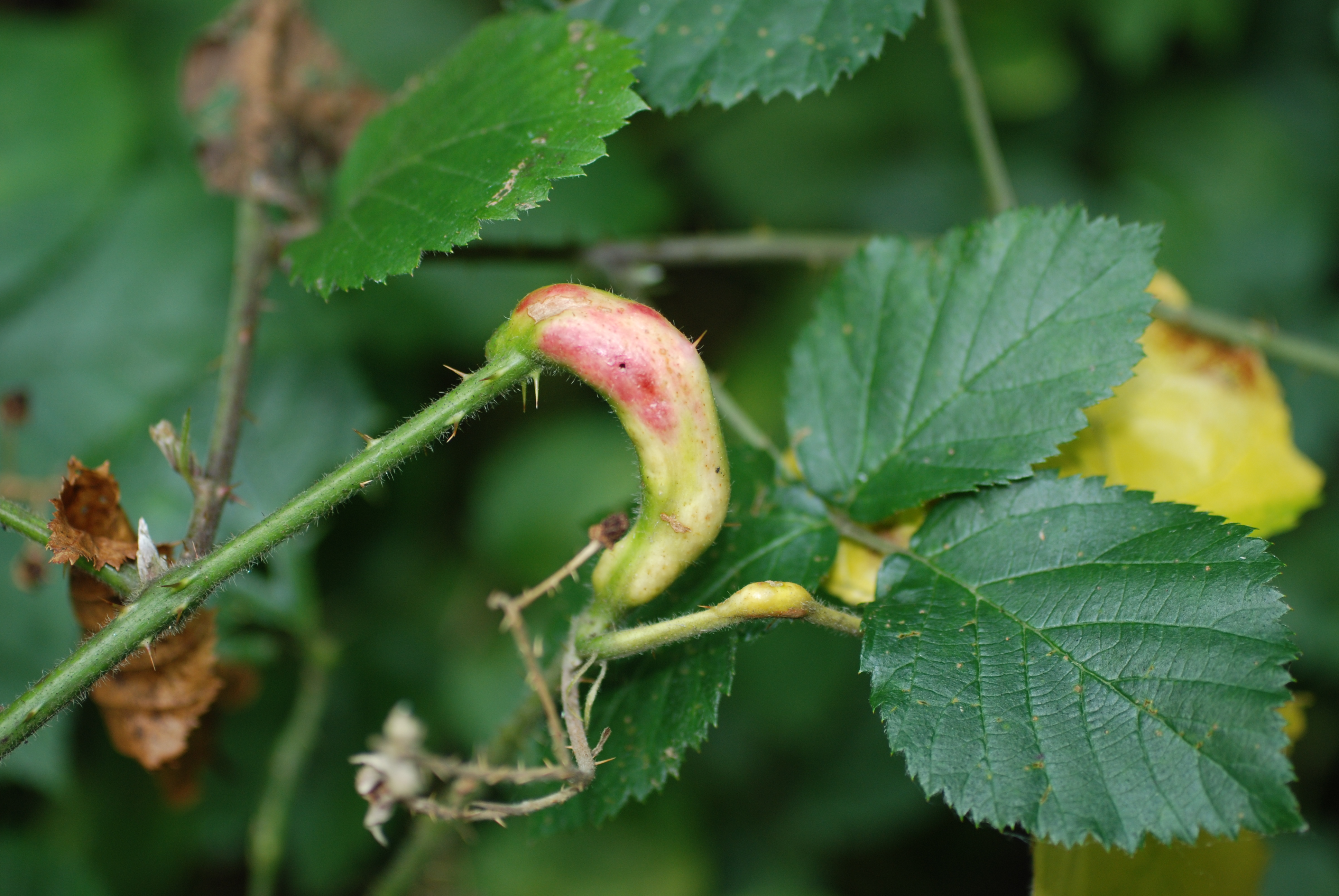
Jeune galle de Diastrophus rubi
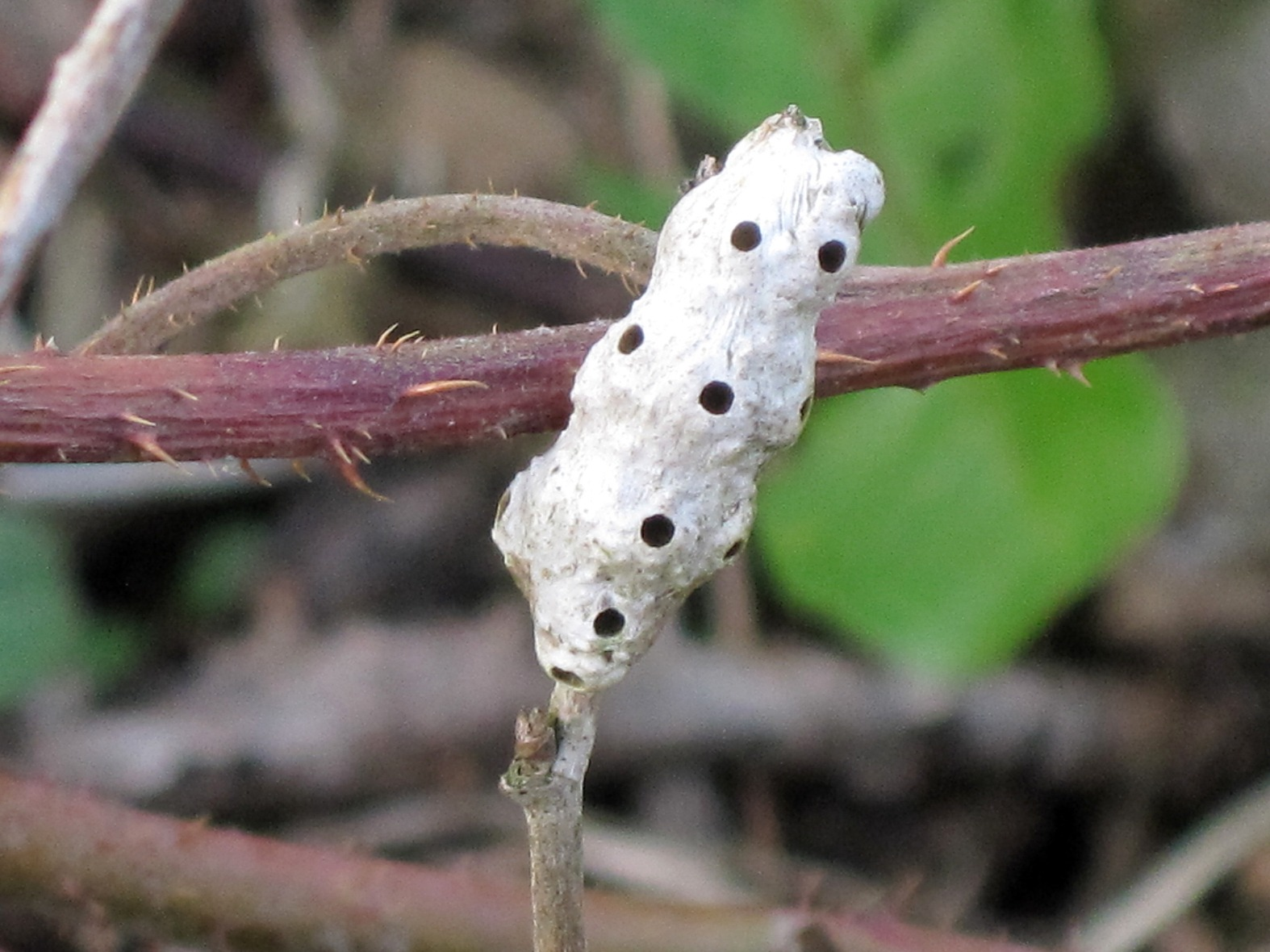
Vieille galle de Diastrophus rubi
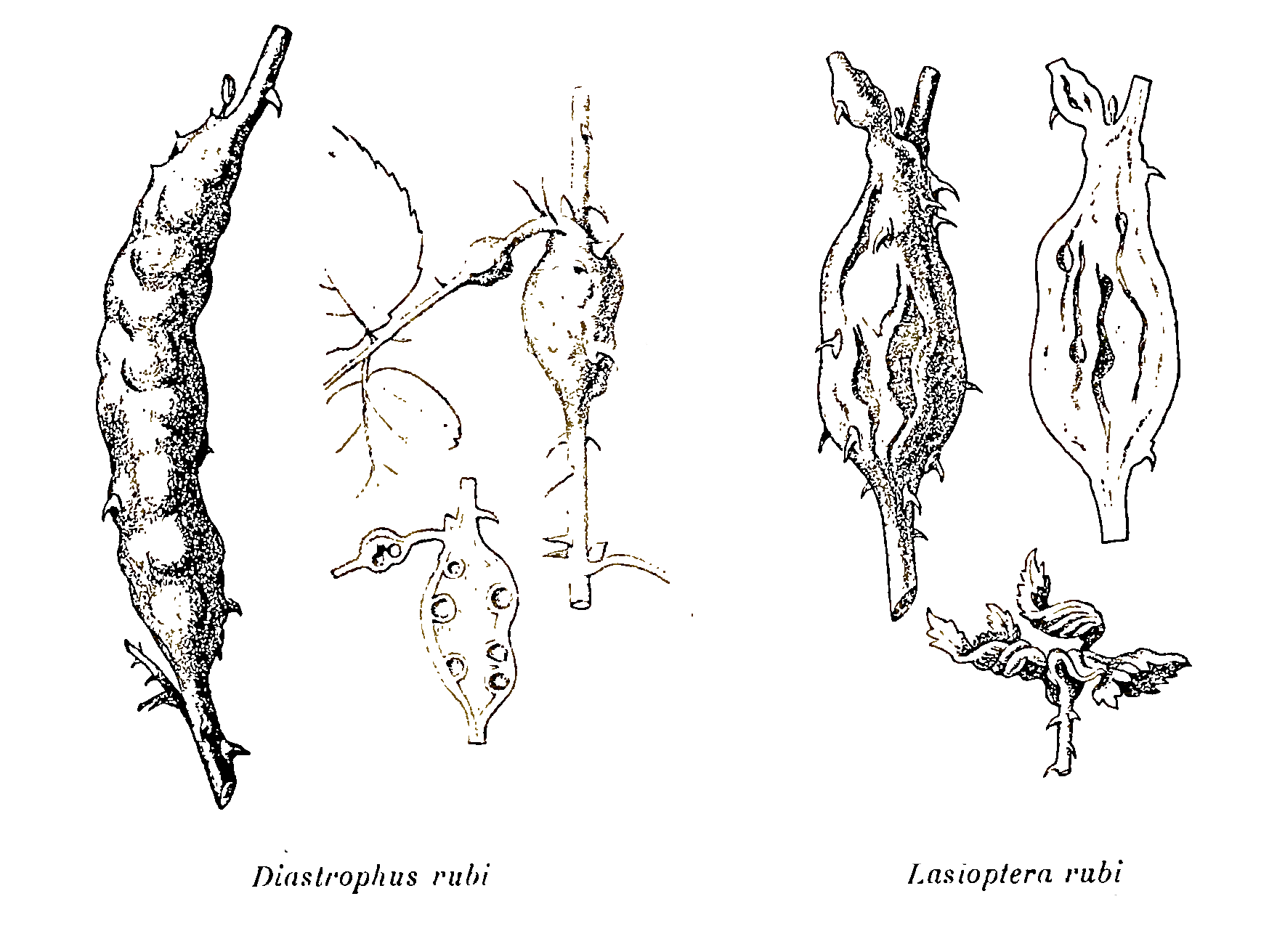
Distinction entre Diastrophus rubi et Lasioptera rubi
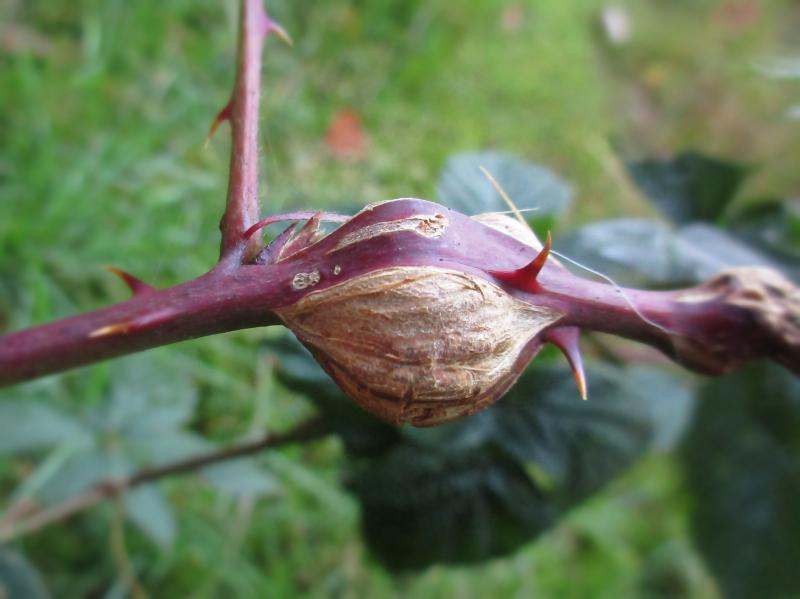
Galle de Lasioptera rubi, plus courte et ronde

## Confusion possible
La galle de Diastrophus rubi peut être confondue avec celle de Lasioptera rubi, dont la plante hôte de la larve est également la Ronce commune. Ces dernières galles sont toutefois plus arrondies et plus courtes et une fois l'émergence effectuée, la tige meurt et la galle tombe à terre, contrairement à Diastrophus rubi dont la galle reste bien visible tout l'hiver.

## Répartition
Diastrophus rubi est présente à l'Ouest de l'Europe ainsi qu'au Nord de l'Asie. Elle est très commune.